# San Agustin (Isabela)
San Agustin è una municipalità di quarta classe delle Filippine, situata nella Provincia di Isabela, nella Regione della Valle di Cagayan.
San Agustin è formata da 23 baranggay:
- Bautista
- Calaocan
- Dabubu Grande
- Dabubu Pequeño
- Dappig
- Laoag
- Mapalad
- Masaya Centro (Pob.)
- Masaya Norte
- Masaya Sur
- Nemmatan
- Palacian

- Panang
- Quimalabasa Norte
- Quimalabasa Sur
- Rang-ay
- Salay
- San Antonio
- Santo Niño
- Santos
- Sinaoangan Norte
- Sinaoangan Sur
- Virgoneza